# 수틀레지강

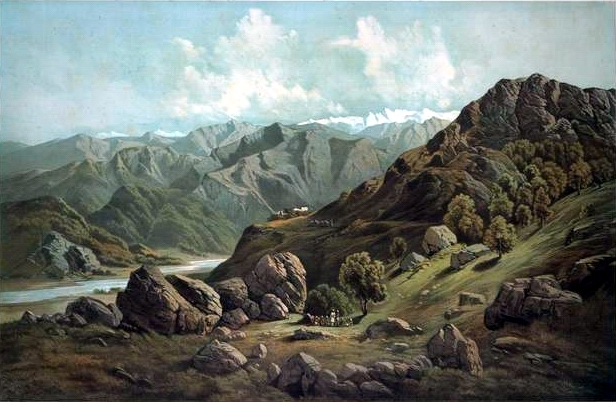
수틀레지 계곡 모습

수틀레지강(펀자브어: ਸਤਲੁਜ, 산스크리트어: शतद्रु 혹은 सुतुद्री, 우르두어: ستلج, 힌디어: सतलुज)은 북쪽 인도와 파키스탄을 지나가는 가장 긴 강이다. 펀자브 다섯 강 중 가장 규모가 크며 역사적으로도 가장 오랫동안 주목받은 강이다. 남쪽으로는 히말라야산맥 근처의 힌두쿠시산맥과 연결되며 북쪽으로는 빈드야 협곡지대 북쪽에 위치한다.
수틀레지강의 별칭은 홍강이다. 인더스강의 지류로는 가장 동쪽에 위치하며 발원지는 티베트의 라크샤스탈 호수이며 남서 방향으로 흘러간다. 고대시대부터 역사적으로 중요한 요충 수원지 역할을 담당했으며 강을 기준으로 남쪽과 동쪽은 건조 기후지대이며 타르 사막이 위치한다.
펀자브주의 베아스강과 만나며 파키스탄으로 남서쪽으로 선회하여 흘러가며 체나브강과 합류한다. 수쿠르 지방의 협곡 지대를 관통하며 신드 지방의 평야 지대를 항시 기름지게 하는 필수 조건으로 손꼽히고 있다. 아라비아해로 흘러들어가며 파키스탄의 항구 무역 도시 카라치와 하구가 가깝다.
수틀레지강은 파키스탄과 인도의 조약에 따라 인도에 관할 및 통제되며 관계 운하를 인도 측에서 설치하여 직접 관리한다. 거대한 다목적 댐인 바크라 댐이 인도 정부의 주도하에 건설 중이며 기타 발전소 목적의 댐 계획이 현재에도 발표되고 있다. 214km의 대운하인 수틀레지-야무나 운하(SLY)가 두 강을 연결하기 위해 건설되고 있다.
기원전 1700년경부터 수틀레지강이 지질학적으로 상당히 커다란 역할을 했음을 짐작할 수 있으며 당시에는 남부에 인구 분포가 많지 않았던 것으로 보이기 때문에 인더스강보다도 당시 사람들에게 영향력이 컸을 것으로 파악되고 있다. 지질학 연구자들에 따르면 수세기 동안 조산운동에 따라 해당 지역이 융기하면서 지형이 변한 것으로 추정되고 있다. 당시 흐름이 남동쪽이었을 것인데 지금은 남서쪽으로 흘러간다. 고대에는 수틀레지강이 사라와티강의 주요 지류였지만 이후에 사라와티강의 수원이 지형 변화에 따라 수량을 잃어가면서 사막화가 진행됐다. 이를 통해 중심권이 수틀레지강 유역으로 옮겨 갔고 사라와티강에 기반을 갖고 있던 세력이 이동하게 됐다.
수틀레지강의 발원지는 서부 티베트의 카일라쉬 산이다. 워낙 험준하고 길이 없는 곳이다 보니 그곳까지 탐험대가 파견된 것은 놀랍게도 2004년 독일과 러시아 연합팀이 파견되었을 때가 처음이었다. 탐험팀은 길이 없으므로 수운을 이용해 카약이나 레프팅을 이용해서 탐험에 성공했다.